# Charlie Sheen
Charlie Sheen (New York, 3 september 1965), artiestennaam van Carlos Irwin Estevez, is een Amerikaans acteur. Hij is de jongste zoon van acteur Martin Sheen en broer van acteur Emilio Estevez. Zijn meest geprezen rol is zijn hoofdrol in Two and a Half Men, als Charlie Harper. Sheen kreeg twee Golden Globe- en Emmy Award-nominaties voor deze rol. Hij won een Golden Globe voor zijn rol als Charlie Crawford in Spin City.
Sheen speelde in vele films en televisieseries, waaronder Platoon (1986), The Wraith (1986) en Wall Street (1987). Op televisie is Sheen voornamelijk bekend door zijn rollen in twee sitcoms; als gemeentesecretaris (deputy mayor) Charlie Crawford in Spin City (2000–2002) en als jingle-schrijver Charlie Harper in Two and a Half Men (2003–2011). In 2010 was Sheen de bestbetaalde acteur ter wereld; hij verdiende 1,25 miljoen dollar per aflevering van Two and a Half Men.
Sheen heeft een roemrucht persoonlijk leven. Hij wordt verdacht van alcohol- en drugsmisbruik, en hij werd beschuldigd van huiselijk geweld. Op 7 maart 2011 werd hij ontslagen van Two and a Half Men door CBS en Warner Bros.

## Biografie

### Jeugdjaren
Sheen werd in New York geboren als Carlos Irwin Estevez. Hij is de jongste zoon, en de derde van vier kinderen, van acteur Martin Sheen (bekend van de film Apocalypse Now) en kunstenares Janet Templeton. Sheen heeft twee oudere broers, Emilio Estevez en Ramon Estevez, en een jongere zus, Renee Estevez, allemaal acteurs. Charlie dankt zijn echte achternaam Estevez aan zijn Spaanse opa.
Zijn ouders zijn verhuisd naar Malibu (Californië).
Sheens eerste verschijning in een film was op zijn negende, in The Execution of Private Slovik (1974), een film van Martin Sheen, zijn vader. Sheen ging naar de Santa Monica High School in Santa Monica, waar hij uitblonk als werper en korte stop voor het honkbalteam.
Tijdens zijn schooljaren op de highschool was hij al vroeg geïnteresseerd in acteren. Hij maakte amateuristische Super-8-films met zijn broer Emilio en schoolvrienden Rob Lowe en Sean Penn, op dat moment nog steeds onder zijn geboortenaam. Een paar weken voordat hij mocht afstuderen werd Sheen geschorst van school, wegens slechte cijfers en spijbelgedrag. Na zijn besluit om acteur te worden nam hij dezelfde achternaam-artiestennaam als zijn vader. De naam Sheen is gekozen ter ere van de katholieke aartsbisschop en theoloog Fulton J. Sheen.

### Carrière

#### Opkomst
In 1983 werd Sheen gecast om Ron te portretteren in de film Grizzly II: The Predator, het vervolg op de horrorfilm Grizzly uit 1976. Deze film kwam echter op de plank te liggen en werd pas uitgebracht in 2020, via video on demand.
Sheens filmcarrière begon in 1984 met een rol in de dramafilm Red Dawn, met Patrick Swayze, C. Thomas Howell, Lea Thompson en Jennifer Grey. Sheen en Grey werden later herenigd tijdens een kleine scène in Ferris Bueller's Day Off (1986), waar hij een drugsdealer speelde. Hij verscheen ook in een aflevering van Amazing Stories.
Sheen had zijn eerste hoofdrol in Platoon (1986), een drama over de Vietnamoorlog. In 1987 speelde hij samen met zijn vader in Wall Street. Deze twee films werden beide geregisseerd door Oliver Stone. Deze benaderde Sheen in 1988 voor de hoofdrol in zijn nieuwe film Born on the Fourth of July (uitgekomen in 1989), maar deze moest plaatsmaken voor Tom Cruise. Sheen was hierover nooit in kennis gesteld door Stone, en ontdekte het pas toen hij het hoorde van zijn broer Emilio.
In 1988 was Sheen te zien in de honkbalfilm Eight Men Out. In ditzelfde jaar verscheen hij tegenover zijn broer Emilio Estevez inYoung Guns en opnieuw in 1990 in Men at Work. In 1989 werden Sheen, John Fusco, Christopher Cain, Lou Diamond Phillips en Kiefer Sutherland geëerd met een Bronse Wrangler voor hun werk in de film Young Guns. In 1990 was hij ook te zien naast zijn vader, Martin Sheen, in Cadence als een opstandige gevangene. En ook in 1990 in de film The Rookie samen met Clint Eastwood. In 1992 speelde Sheen in Beyond the Law, samen met Linda Fiorentino en Michael Madsen.
In 1994 ontving Sheen een ster op de Hollywood Walk of Fame. In 1997 schreef Sheen zijn eerste film, Discovery Mars, een documentaire die draait om de vraag: "Is er leven op Mars?" Het daaropvolgende jaar speelde Sheen in de actiefilm No Code of Conduct, die hij ook schreef en produceerde. Sheen verscheen in de daaropvolgende jaren in verschillende komische films, waaronder de Major League-films, Money Talks en de Hot Shots!-films. In 1999 verscheen Sheen in een pilot voor A & E Netwerk, genaamd Sugar Hill, die niet werd opgepakt. In ditzelfde jaar speelde hij zichzelf in Being John Malkovich. Hij verscheen verder in de komische films Scary Movie 3 en de follow-up Scary Movie 4. In 2006 lanceerde Sheen een kledinglijn voor kinderen, genaamd Sheen Kidz.

#### Overstap naar televisieseries, wereldrecords en tournee
In 2000 verving Sheen Michael J. Fox voor de laatste twee seizoenen van de komische televisieserie Spin City. Voor zijn werk voor Spin City werd Sheen genomineerd voor twee ALMA Awards en won zijn eerste Golden Globe voor Beste Prestaties door een acteur in een televisieserie - musical of komedie. De serie stopte in 2002.
In 2003 begon Sheen met zijn werk als Charlie Harper voor de succesvolle sitcom Two and a Half Men. De pilotaflevering werd uitgezonden na een aflevering van Everybody Loves Raymond. Sheens rol in Two and a Half Men is losjes gebaseerd op zijn badboy-imago. De rol leverde hem een ALMA Award, drie Emmy Award-nominaties en twee Golden Globe Award-nominaties op.
In 2011 zette Sheen een nieuw Guinness World Record met zijn Twitteraccount. Hij verkreeg als snelste persoon een miljoen volgers, met een gemiddelde van 129.000 nieuwe volgers per dag. Tevens houdt hij het record van 'bestbetaalde televisieacteur per aflevering'. Sheen verdiende 1,25 miljoen dollar per aflevering van Two and a Half Men.
Op 10 maart 2011 kondigde Sheen een nationale tournee door de Verenigde Staten aan. De tour, "My Violent Torpedo of Truth/Defeat is Not An Option" (Vrij vertaald: mijn gewelddadige Torpedo van de Waarheid/Nederlaag is geen optie) trapte af op 2 april 2011. De tour verkocht alle tickets in achttien minuten. Ook dit leverde Sheen een wereldrecord op.
De Huffington Post berekende dat zijn activiteiten op Twitter, die in samenwerking worden gedaan met de website Ad.ly, Sheen een miljoen dollar opleveren. Tevens zal zijn tournee naar schatting zeven miljoen dollar opleveren.
In 2011 was Sheen te gast in het Comedy Central-programma The Roast.

### Ontslag
Op 7 maart 2011 werd Sheen ontslagen door CBS en Warner Bros, drie weken na de uitzending van de noodgedwongen laatste aflevering van het achtste seizoen. De show Two and a Half Men werd stopgezet. In de nasleep van zijn ontslag maakte Sheen een video op Ustream, waarin hij de maker van de show, Chuck Lorre, herhaaldelijk schoffeerde.
Hieronder staat een chronologisch overzicht van gebeurtenissen die, volgens de ontslagbrief van Warner Bros, leidde tot Sheens ontslag:
In februari 2010 kondigde Sheen een pauze van Two and a Half Men aan, om zich vrijwillig op te laten nemen in een ontwenningskliniek. In maart keerde hij terug. Op 18 mei 2010 tekende Sheen een tweejarig vervolgcontract, wat hem 1,8 miljoen dollar per aflevering zou opleveren.
Op 26 oktober 2010 werd Sheen uit zijn kamer van het Plaza Hotel gehaald door de Amerikaanse politie, nadat hij naar verluidt voor 7.000 dollar schade had veroorzaakt. Volgens de politie van New York verklaarde Sheen dat er alcohol en cocaïne in het spel waren. Hij werd naar het ziekenhuis gebracht ter observatie, maar werd vrij snel weer vrijgelaten.
Op 27 januari 2011 werd Sheen naar het Cedars-Sinai Medical Center gebracht. Hij zou lijden aan "ernstige maagpijn". De dag daarna werd zijn huis ontsmet. CBS maakte bekend dat Two and a Half Men op hiaat zou gaan. Uiteindelijk, op het moment dat er nog vier afleveringen gefilmd moesten worden, maakte het netwerk bekend dat de show werd geannuleerd, nadat Sheen denigrerende opmerkingen over Chuck Lorre had gemaakt tijdens een radio-uitzending van Alex Jones, op 24 februari 2011. Op 28 februari 2011 werd gemeld dat Sheen verbannen was van de televisieset van Warner Bros.

### Privéleven
Sheen is drie keer getrouwd geweest en heeft vijf kinderen, onder wie een met zijn voormalige schoolvriendin Paula Profit. Via zijn oudste dochter werd hij in 2013 voor het eerst grootvader.
In 1990 schoot Sheen per ongeluk zijn toenmalige verloofde Kelly Preston in haar arm. Preston verbrak de relatie kort hierna. In de jaren 90 had Sheen enkele relaties met een aantal pornoactrices, onder wie Ginger Lynn en Heather Hunter. In 1995 trouwde Sheen met Donna Peele. In ditzelfde jaar verklaarde madam Heidi Fleiss dat Sheen een vaste klant was van haar escortservice. Op 20 mei 1998 werd Sheen opgenomen in het ziekenhuis vanwege een overdosis cocaïne. Op 11 augustus 1998, toen Sheen al een voorwaardelijke gevangenisstraf met proeftijd had voor zijn vorige drugsmisdrijf, herhaalde dit tafereel zich, en moest hij zich laten opnemen in een ontwenningskliniek. In 2004 bekende Sheen dat de overdosis cocaïne werd veroorzaakt door een mislukt experiment met het injecteren van de drug.
Op 15 juni 2002, twee jaar nadat ze elkaar ontmoetten op de set van de film Good Advice, trouwde Sheen met actrice Denise Richards. Ze hebben twee dochters. In maart 2005, toen Richards de scheiding aanvroeg, beschuldigde ze Sheen van alcohol- en drugsmisbruik en dreigingen met geweld. De scheiding werd afgerond in november 2006 en voorafgegaan door een geschil over de voogdij van hun twee dochters.
Op 30 mei 2008 trouwde Sheen met Brooke Mueller, met wie hij een tweeling kreeg, twee zoons. In 2009 werd Sheen gearresteerd na een aanklacht van zijn vrouw. Mueller beweerde dat hij haar bedreigd en geslagen had. Hij werd berecht voor gewapende bedreiging, third-degree assault (mishandeling) en criminal mischief. Hij werd later uitgekocht voor 8.500 dollar. Op 2 augustus 2010 oordeelde de rechtbank Sheen schuldig. Hij werd veroordeeld tot 30 dagen in een ontwenningskliniek en een cursus 'woedemanagement' van 36 uur. Sheen vroeg zijn scheiding aan in november 2010. In februari 2014 verloofde Sheen zich met de voormalige pornoster Brett Rossi en kondigde aan dat zij op 22 november 2014 zouden gaan trouwen. In oktober van dat jaar werden de bruiloft en de verloving echter afgeblazen.
Sheen maakte op 17 november 2015 op televisie bekend dat hij hiv-positief was.

## Politieke opvattingen en activiteiten

### Liefdadigheidsactiviteiten
Sheen was in 2004 woordvoerder van de Lee National Denim Day (fondsenwerving voor borstkanker), die miljoenen dollars opleverde voor onderzoek en onderwijs met betrekking tot de ziekte. Sheen verklaarde dat een vriendin van hem overleden was aan borstkanker, en hij wilde proberen te helpen met de zoektocht naar een remedie voor de ziekte.
Als belangrijke donor en supporter van de non-profitorganisatie Aid For AIDS, in 2006, werd Sheen geëerd met een AFA Angel Award, waarvan er slechts een paar ter wereld zijn uitgegeven, tijdens de 25e Silver Anniversary Reception in 2009. Sheens interesse in de zoektocht naar de aidsremedie werd voor het eerst opgemerkt in 1987, door Ryan White, een tiener uit Indiana die besmet werd met aids tijdens een bloedtransfusie voor zijn hemofilieziekte.
Sheen doneerde één dollar per verkocht ticket van zijn tour "My Violent Torpedo of Truth/Defeat is Not An Option Show", aan het Rode Kruis, ter ondersteuning van slachtoffers van de Zeebeving in Sendai (Japan).

### Aanslagen op 11 september 2001
Op 20 maart 2006 verklaarde Sheen dat hij met vragen zat voor de Amerikaanse regering over de aanslagen op 11 september 2001. Sheen zei tijdens een interview dat de ineenstorting van de World Trade Center-torens eruitzag als een "controlled demolition".
Sheen is sindsdien uitgegroeid tot een prominent voorstander van de 9/11 Truth Movement. Op 8 september 2009 deed Sheen een beroep op president Barack Obama, met het verzoek een nieuw onderzoek op te zetten naar de aanslagen. Door zijn vragen te stellen in een videoboodschap aan Obama, werd duidelijk dat hij de 9/11 Commissie een cover-up vindt. Tevens beweerde hij dat voormalig president George W. Bush verantwoordelijk was voor de aanslagen.